# Tingatinga

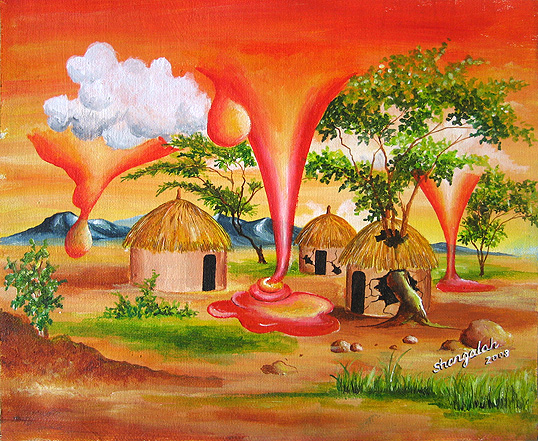
Melting Sky

Tingatinga är en konstgenre i Tanzania med naivistiska målningar i klara och intensiva färger.
Konststilen tingatinga uppstod under slutet av 1960-talet i Dar es-Salaam och har sedan dess spridits inom Tanzania och till delar av övriga Östafrika, inte minst som en konst för försäljning till utländska turister. Den har sitt namn efter den från Moçambique invandrade tanzaniske konstnären Edward Tingatinga.
Tingatingamålningar har traditionellt gjorts med flera lager av cykelfärg på masonitskivor, vilket ger glänsande, mättade färger. Motivvalet är i stor utsträckning anpassat till västerländsk smak, ofta med afrikanska vilda djur. Konsten är naiv, utan perspektiv och ofta humoristisk.
När Edward Tingatinga dog 1972 hade konststilen blivit populär, inte minst hos skandinaviska biståndsarbetare i Tanzania, och spridit sig till ett antal efterföljare som ibland kallades "Tingatingaskolan". Efter att ett flertal artister länge följde Edward Tingatingas ursprungliga stil och motivval, utvecklades från 1990-talet ett bredare motivval, liksom ibland nyheter som perspektiv.
Tingatinga-inspirerade motiv finns bland annat på vissa av Tanzanias flygplan. 

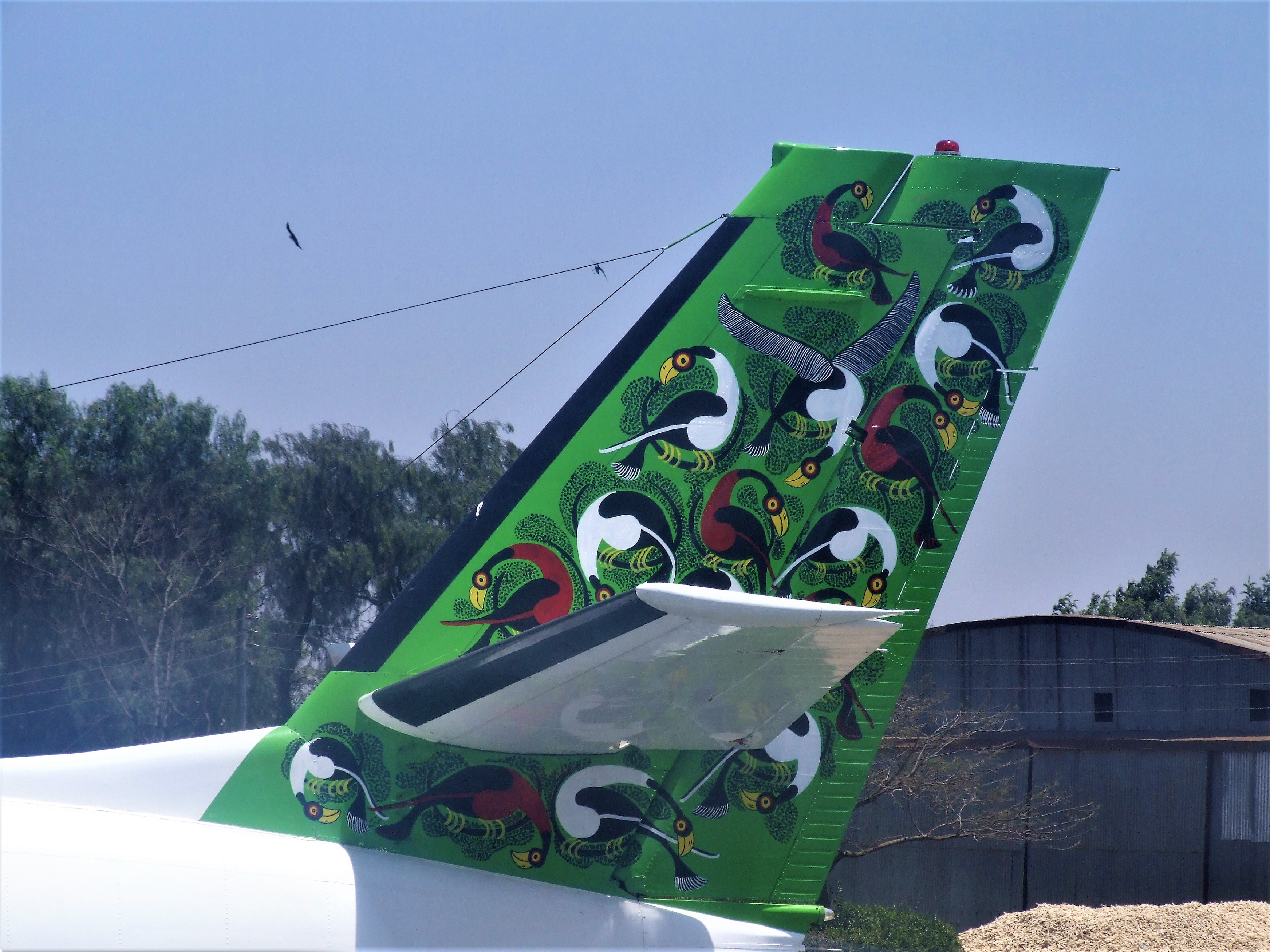
Målning på flygplan i tingatingastil, 2008